# Артамонов, Николай Фролович
Никола́й Фро́лович Артамо́нов (23 сентября 1923 — 8 февраля 1977) — старший сержант Красной Армии, участник Великой Отечественной войны, Герой Советского Союза (1944), лишён всех званий и наград в связи с осуждением.

## Биография
Николай Артамонов родился в сентябре 1923 года в деревне Жданка (ныне — в Богородицком районе Тульской области) в крестьянской семье. Русский. До начала Великой Отечественной войны проживал в селе Сабурово Московской области, работал на заводе № 398.
В июле 1941 года он был призван в армию Ростокинским районным военным комиссариатом Москвы. С того же месяца принимал участие в боях Великой Отечественной войны. За годы войны воевал на Юго-Западном, Центральном, 1-м и 2-м Украинском фронтах. На 17 марта 1944 года занимал должность помощника командира взвода 87-го отдельного мотоциклетного батальона 2-й танковой армии 2-го Украинского фронта.
Во время Уманско-Ботошанской наступательной операции, 17 марта 1944 года, в районе посёлка Ямполь (Винницкая область) Винницкой области вместе с группой бойцов-мотоциклистов, обойдя высоту, захватил её. Итогом штурма высоты явилось уничтожение пулемётной точки и взвода немецкой пехоты. В бою Артамонов уничтожил четверых вражеских солдат и захватил пулемёт, восемь винтовок и автомат. Принимал активное участие в штурме Ямполя и городских уличных боях.
Во время форсирования Днестра принимал участие в захвате немецких артиллерийских орудий и обстрела из них вражеских позиций. Во время переправы Артамонову вместе с другими бойцами удалось удержать разбитые артиллерийским огнём понтоны от сноса течением. После переправы его взвод настиг колонну немецких солдат и уничтожил её. После этого в тот же день он отличился при освобождении города Сорока. Также в тот день ему удалось уничтожить два немецких дзота.
13 сентября 1944 года указом Президиума Верховного Совета СССР старший сержант Николай Артамонов был удостоен звания Героя Советского Союза с вручением ордена Ленина и медали «Золотая Звезда» за номером 8572.
Летом 1944 года он принимал участие в Белорусской наступательной операции, затем участвовал в освобождении Польши. В боях за освобождение восточного предместья Варшавы Праги Артамонов получил тяжёлое ранение и сильную контузию. В 1945 году был уволен в запас по состоянию здоровья.
30 декабря 1949 года коллегией по уголовным делам Московского областного суда был осуждён к 18 годам лишения свободы за совершение уголовного преступления (групповое изнасилование). К этому времени уже имел две судимости в 1947 и в 1948 году. Указом Президиума Верховного Совета СССР от 30 октября 1950 года был лишён звания Героя Советского Союза и всех наград.). После освобождения жил и работал в Ивано-Франковске, работал машинистом паровых котлов на местном приборостроительном заводе, затем слесарем в местной школе милиции. Умер в феврале 1977 года. Похоронен в Ивано-Франковске.
Был также награждён орденом Отечественной войны 2-й степени (29.03.1944), медалями «За отвагу» (11.07.1943) и «За Победу над Германией» (1945).